# Acueducto de Coelheiro
El Acueducto de Coelheiro fue un acueducto construido en el siglo XVIII que antiguamente llevaba las aguas desde el lugar de Coelheiro a la Praça do Almada, en la localidad portuguesa de Póvoa de Varzim. Representa la prosperidad de la comunidad poveira a finales de la época setecentista.
La construcción del acueducto se debió al crecimiento económico y demográfico de Póvoa de Varzim después de haberse convertido en la principal fuente abastecedora de pescado de las provincias del norte de Portugal.
Fue el corregidor Francisco de Almada e Mendonça el gran mentor de la reforma urbanística de Póvoa de Varzim en esa época, para responder a la Provisión Regia de María I en 1791. Se abrió la plaza que hoy se llama Praça do Almada, en honor a este corregidor; se abrió otra plaza donde pasaron a realizarse los mercados y ferias, y se construyó el acueducto para llevar el agua al nuevo centro del municipio.
Del acueducto sólo quedan pequeñas partes junto al Bairro da Matriz. El acueducto está en vías de clasificación y el Plan de Urbanización de Póvoa de Varzim prevé la recuperación de lo que queda del acueducto.